# Queen’s First EP
A Queen’s First EP a Queen együttes 1977-ben megjelent első középlemeze. A brit kislemezlistán a 17. helyet érte el. A második albumtól az ötödikig minden lemezt egy-egy dal képviselt.

## Dalai
1. Good Old-Fashioned Lover Boy – (Freddie Mercury) – 2:54
2. Death on Two Legs – (Mercury) – 3:43
3. Tenement Funster – (Roger Taylor) – 2:52
4. White Queen (As It Began) – (Brian May) – 4:33

## Helyezések
| Év   | Lista            | Legmagasabb helyezés |
| ---- | ---------------- | -------------------- |
| 1977 | Brit slágerlista | 17                   |